# John Stossel
John Frank Stossel (* 6. března 1947 Chicago Heights, Illinois) je americký novinář a televizní moderátor židovského původu, držitel 19 televizních cen Emmy. Ve svých pořadech kombinuje reportáže a komentáře a je znám svými libertariánskými postoji, takže odmítá jakoukoli regulaci pornografie, alkoholu, marihuany, hazardu, prostituce, potratů, polygamie či omezování práv homosexuálů, věří ve zcela volný trh a rovnou daň. Na stanici ABC se proslavil zejména v pořadech Good Morning America a 20/20. V roce 2009 přešel na Fox News, kde měl do roku 2016 vlastní pořad Stossel. Napsal tři knihy úvah Give Me a Break (2004), Myths, Lies, and Downright Stupidity (2007) a No They Can't! Why Government Fails but Individuals Succeed (2012).
Během své kariéry zažil i řadu kontroverzí, například když v roce 1999 kritizoval přílišné množství peněz, které jdou na výzkum léčby AIDS oproti výzkumu léčby jiných nemocí, které zabijí mnohem více lidí. O rok později vzbudila rozruch jeho reportáž, v níž tvrdil, že biopotraviny jsou nebezpečné, protože obsahují zvýšené množství spor Escherichia coli. Roku 2001 rozzlobila ekologické aktivisty jeho reportáž, v níž tvrdil, že globální oteplování nelze vnímat jen jako negativní jev. Návrhy řešení problému jsou podle Stossela většinou jen chiméry, které problém nevyřeší a jen omezí svobodu. Navíc v pořadu tvrdě kritizoval amerického politika Ala Gorea. V jednom svém pořadu naznačil, že panika o negativních účincích DDT byla nesmyslná, a že zákaz DDT vedl ke smrti milionů dětí v chudých zemích. V USA je rovněž proslulý incident z roku 1984, kdy wrestler David Schultz během rozhovoru v pořadu 20/20 udeřil Stossela pěstí poté, co uvedl, že wrestling je jen podvod.
Vystudoval psychologii na Princetonské univerzitě (1969).